# ブバカル・カマラ
ブバカル・カマラ（Boubacar Kamara, 1999年11月23日 - ）は、フランス・マルセイユ出身のプロサッカー選手。プレミアリーグ・アストン・ヴィラFC所属。フランス代表。ポジションはMF、DF。
セネガルにルーツを持つ。

## 来歴

### マルセイユ
2005年に5歳の時に地元クラブであるオリンピック・マルセイユの下部組織に入団。U-19チームのキャプテンとしてクープ・ガンバルデッラ決勝に進出に貢献。16歳でマルセイユのリザーブチームに昇格、リザーブチームの監督を務めていたジャック・アバルドナドは、彼をレギュラーとして起用しトップチームデビューも果たす。
2016年12月13日、クープ・ドゥ・ラ・リーグのFCソショー戦でトップチームデビュー。この試合に先発出場し1-1（4-3）のPK戦で敗れたもものの82分に酒井宏樹と交代するまで出場した。2019年2月5日、ホームで行われたリーグ・アンのボルドー戦でヘディングシュートを決め、プロ初ゴールを記録し1-0での勝利に貢献した。
2017年5月、クラブと3シーズンのプロ契約を締結した。
2017-18シーズンは守備的ミッドフィールダーのポジションで定期的に起用された。
2018-19シーズンはルイス・グスタボ、アディル・ラミと共にセンターバックの一角で起用されている。
少年時代から過ごしたマルセイユで、監督の移り変わりがある中でも170試合に出場し、守備的ミッドフィールダーを中心に右サイドバック、左サイドバック、センターハーフ、右サイドハーフとしても活躍した。

### アストン・ヴィラ
2022年5月23日、マルセイユとの契約満了に伴い、マンチェスター・ユナイテッド、アトレティコ・マドリード、FCバルセロナなどが獲得に興味を示す中、アストン・ヴィラFCへの完全移籍が発表され、5年契約を締結した。
2022年8月6日、 2-0で敗れたボーンマスとのプレミアリーグ開幕戦でアストン・ヴィラデビューを果たした。
2022年9月16日、サウサンプトンとの1-0で勝利した試合で、カマラはモハメド・エルユヌシのタックルで膝を痛め、靭帯損傷により11月まで出場できなくなり、2022 FIFAワールドカップに出場が絶望的となった。2022年11月6日、3-1で勝利したマンチェスター・ユナイテッド戦で復帰。
2023年9月27日、EFLカップのエバートン戦でアストン・ヴィラ初ゴールを決めたが、試合には2-1での敗北となった。
2024年2月11日、マンチェスター・ユナイテッドとのリーグ戦で再び膝の負傷を負い、前十字靭帯損傷と診断された。最短でもこのシーズンの残り期間を離脱すると予想された。
2024年10月5日、プレミアリーグ2のニューカッスル・ユナイテッド戦でアストン・ヴィラU-21チームの一員として45分間プレーし実践復帰を果たす。 2024年10月22日、2-0で勝利し、UEFAチャンピオンズリーグ、ボローニャ戦で途中出場しトップチームに復帰。
2025年5月16日、2-0で勝利したトッテナム・ホットスパー戦でプレミアリーグ初ゴールを決めた。
2025年7月24日、アストン・ヴィラとの契約を2030年まで延長した事を発表。

### 代表
2016年5月、U-17代表の一員としてアゼルバイジャンで開催されたUEFA U-17欧州選手権2016に参加。デンマーク戦とイングランド戦の2試合に出場したが、チームはグループステージ敗退に終わった。
U-18チームではコンスタントに起用されており、UEFA U-19欧州選手権2018予選にも主力として参加している。
2022年5月19日、父親の祖国であるセネガル代表入りが噂される中、UEFAネーションズリーグに挑むフランス代表メンバーに初選出。

## エピソード

### マルセイユ
マルセイユにて、セネガル人の父とフランス人の母との間に生まれた。カマラは幼少期から母親のキャシーとスタッド・ヴェロドロームに通っていた生粋のマルセイユサポーター。恋愛リアリティーに出演し人気を集めたインフルエンサーのコラリー・ポロベッキオとの間に2人の息子と1人の娘がいる。
好きなアメリカ人ミュージシャンは？という質問には「リル・ベイビー」と答えている。

## 個人成績

### クラブ
2025年5月25日時点
| クラブ           | シーズン     | リーグ              | リーグ | リーグ | ナショナルカップ | ナショナルカップ | リーグカップ | リーグカップ | ヨーロッパ | ヨーロッパ | 他の | 他の | 合計 | 合計 |
| クラブ           | シーズン     | リーグ              | 出場   | 得点   | 出場             | 得点             | 出場         | 得点         | 出場       | 得点       | 出場 | 得点 | 出場 | 得点 |
| ---------------- | ------------ | ------------------- | ------ | ------ | ---------------- | ---------------- | ------------ | ------------ | ---------- | ---------- | ---- | ---- | ---- | ---- |
| マルセイユ II    | 2015–16      | フランス全国選手権2 | 8      | 0      | —                | —                | —            | —            | —          | —          | —    | —    | 8    | 0    |
| マルセイユ II    | 2016–17      | フランス全国選手権2 | 15     | 0      | —                | —                | —            | —            | —          | —          | —    | —    | 15   | 0    |
| マルセイユ II    | 2017–18      | フランス全国選手権2 | 4      | 0      | —                | —                | —            | —            | —          | —          | —    | —    | 4    | 0    |
| マルセイユ II    | 2018–19      | フランス全国選手権2 | 1      | 0      | —                | —                | —            | —            | —          | —          | —    | —    | 1    | 0    |
| マルセイユ II    | 合計         | 合計                | 28     | 0      | —                | —                | —            | —            | —          | —          | —    | —    | 28   | 0    |
| マルセイユ       | 2016–17      | リーグ1             | 0      | 0      | 0                | 0                | 1            | 0            | —          | —          | —    | —    | 1    | 0    |
| マルセイユ       | 2017–18      | リーグ1             | 6      | 0      | 2                | 0                | 0            | 0            | 6          | 0          | —    | —    | 14   | 0    |
| マルセイユ       | 2018–19      | リーグ1             | 31     | 1      | 0                | 0                | 0            | 0            | 5          | 0          | —    | —    | 36   | 1    |
| マルセイユ       | 2019–20      | リーグ1             | 24     | 1      | 3                | 1                | 1            | 0            | —          | —          | —    | —    | 28   | 2    |
| マルセイユ       | 2020-21      | リーグ1             | 35     | 0      | 2                | 0                | —            | —            | 5          | 0          | 1    | 0    | 43   | 0    |
| マルセイユ       | 2021-22      | リーグ1             | 34     | 1      | 2                | 0                | —            | —            | 12         | 0          | —    | —    | 48   | 1    |
| マルセイユ       | 合計         | 合計                | 130    | 3      | 9                | 1                | 2            | 0            | 28         | 0          | 1    | 0    | 170  | 4    |
| アストン・ヴィラ | 2022-23      | プレミアリーグ      | 24     | 0      | 0                | 0                | 2            | 0            | —          | —          | —    | —    | 26   | 0    |
| アストン・ヴィラ | 2023-24      | プレミアリーグ      | 20     | 0      | 3                | 0                | 1            | 1            | 6          | 0          | —    | —    | 30   | 1    |
| アストン・ヴィラ | 2024-25      | プレミアリーグ      | 26     | 1      | 4                | 0                | 1            | 0            | 10         | 0          | —    | —    | 41   | 1    |
| アストン・ヴィラ | 合計         | 合計                | 70     | 1      | 7                | 0                | 4            | 1            | 16         | 0          | —    | —    | 97   | 2    |
| キャリア合計     | キャリア合計 | キャリア合計        | 228    | 4      | 16               | 1                | 6            | 1            | 44         | 0          | 1    | 0    | 295  | 6    |

### 代表
2023年11月18日の試合時点
国際Aマッチ 5試合 0得点（2022年 - ）
| フランス代表 | 国際Aマッチ | 国際Aマッチ |
| 年           | 出場        | 得点        |
| ------------ | ----------- | ----------- |
| 2022         | 3           | 0           |
| 2023         | 2           | 0           |
| 合計         | 5           | 0           |

## タイトル
マルセイユ
- UEFAヨーロッパリーグ準優勝：2017–18